# Андријашевци
Андријашевци су насеље и седиште истоимене општине у Вуковарско-сремској жупанији, Република Хрватска. Према прелиминарним резултатима пописа из 2021. у општини је живело 3.465 становника, а у самом насељу је живело 1.763 становника.

## Географија
Андријашевци су смештени на путу Жупања-Винковци с десне стране Босута, реке која их одваја од Роковаца. Један део села налази се одвојено од остатка, пре северног улаза у село Церна, које лежи на истом путном правцу. У вријеме СФРЈ, насељено мјесто Андријашевци су били у саставу тадашње општине Винковци.

## Историја
Андријашевци су врло уско повезани с Роковцима, имају заједничку општину, жупника и школу, а дели их само мост. Постоји легенда о два брата Андрији и Року, који су се населили сваки са једне стране Босута и изградили цркве, око којих су се населила места.

## Образовање
- Основна школа Ивана Брлић-Мажуранић

## Култура
- КУД Славко Јанковић

## Спорт
- ФК Франкопан

## Становништво
На попису становништва 2011. године, општина Андријашевци је имала 4.075 становника, од чега у самим Андријашевцима 2.046.
| Демографија | Демографија | Демографија |
| Година      | Становника  | Становника  |
| ----------- | ----------- | ----------- |
| 1991.       | 2.076       |             |
| 2001.       | 2.165       |             |
| 2011.       |             | 2.046       |

### Национални састав општине, 2001.
По посљедњем попису становништва из 2001. године, општина Андријашевци имала је 4.249 становника, распоређених у 2 насељена места:
- Андријашевци — 2.165
- Роковци — 2.084
- Хрвати — 4.202 (98,89)
- Срби — 10 (0,24)
- Мађари — 7 (0,16)
- Русини — 4
- Албанци — 2
- Бошњаци — 2
- Црногорци — 1
- Македонци — 1
- Словаци — 1
- Украјинци — 1
- неопредељени — 9 (0,21)
- непознато — 9 (0,21)

## Попис1991.
На попису становништва 1991. године, насељено место Андријашевци је имало 2.076 становника, следећег националног састава:
| Попис 1991.‍   | Попис 1991.‍  | Попис 1991.‍ | Попис 1991.‍ | Попис 1991.‍ |
| ------------- | ------------ | ----------- | ----------- | ----------- |
|               |              |             |             |             |
| Хрвати        | Хрвати       |             | 1.986       | 95,66%      |
| Русини        | Русини       |             | 18          | 0,86%       |
| Срби          | Срби         |             | 14          | 0,67%       |
| Југословени   | Југословени  |             | 10          | 0,48%       |
| Мађари        | Мађари       |             | 8           | 0,38%       |
| Немци         | Немци        |             | 5           | 0,24%       |
| Словенци      | Словенци     |             | 4           | 0,19%       |
| Словаци       | Словаци      |             | 2           | 0,09%       |
| Муслимани     | Муслимани    |             | 1           | 0,04%       |
| Црногорци     | Црногорци    |             | 1           | 0,04%       |
| неопредељени  | неопредељени |             | 10          | 0,48%       |
| регион. опр.  | регион. опр. |             | 4           | 0,19%       |
| непознато     | непознато    |             | 13          | 0,62%       |
| укупно: 2.076 |              |             |             |             |